# Bartolomé Welser
Bartolomé Welser (El Joven, 26 de octubre de 1512, Augsburgo, Sacro Imperio Romano Germánico-17 de mayo de 1546, Quíbor, Venezuela) era el hijo de Bartolomé Welser, El Viejo. En 1540 viajó a Venezuela para unirse a una expedición del gobernador Jorge de Espira. Al encontrar a Espira muerto a su llegada, se unió a Felipe de Utre  en la exploración de Venezuela para la familia bancaria Welser cuál había adquirido los derechos coloniales de la provincia de Venezuela en 1528, creando Klein-Venedig. Después de su regreso a El Tocuyo en abril de 1546, él y Utre fueron capturados por el conquistador español Juan de Carvajal y luego decapitados.